# Jørgen Jersild
Jørgen Jersild (17. september 1913 i København – 6. februar 2004 i Holte) var en dansk komponist og musikpædagog. Han virkede fra 1953 til 1975 som professor i bl.a. hørelære ved Det Kgl. Danske Musikkonservatorium i København. 

## Levned
Jersild blev student fra Østre Borgerdydskole i 1931. Han kom tidligt i gang med klaverspil, og allerede i tolvårsalderen lavede han arrangementer til skoleorkestret og små kompositioner. Han fik dernæst Rudolph Simonsen og senere Poul Schierbeck som lærer i teori og komposition og Alexander Stoffregen i klaverspil. Efter et kort ophold i Paris i 1936, hvor han blev undervist i tre måneder af Albert Roussel, vendte han hjem og studerede musikvidenskab på Københavns Universitet. I 1940 blev han mag.art. i musikvidenskab, men allerede i 1939 var han ansat som programsekretær i Danmarks Radio. I 1943 blev han lærer på Det Kgl. Danske Musikkonservatorium i København og samtidig var han i årene 1943-1958 musikanmelder ved Berlingske Tidende. Fra 1953 til 1975 var han professor og underviste i hørelære, instrumentation og komposition. I disse år udgav han en række teoretiske og praktiske musikværker.
Allerede i 1930’erne var han engageret i folkemusikskole-bevægelsen. Sammen med bl.a. Finn Savery, Finn Høffding og Jørgen Bentzon arbejdede han for at udbrede musikalske kundskaber og færdigheder til børn og voksne, både i folkeskolen og i særlige musikskoler. I årene 1949-1953 var han formand for Musikpædagogisk Forening. Han blev Ridder af Dannebrogordenen 1958 og Ridder af 1. grad 1966.

## Musikken
Hans produktion som komponist er ikke stor, men eksklusiv heriblandt en række meget opførte korsange bl.a. 3 Madrigali (1957), Trois Pièces en Concert for klaver (1945), blæserkvintetten At spille i skoven (1947) og det musikalske eventyrspil Alice i Eventyrland (1951) efter Lewis Carroll. Fra 1967-1977 skrev han 4 værker hvori harpe indgik. Det skete efter inspiration fra Benjamin Britten og med henblik på harpespilleren Ossian Ellis. Derudover har han skrevet musik til skuespil, radioteater, film og sågar vindersangen ved DR’s Melodi Grand Prix melodi 1965, For din skyld, med tekst af Poul Henningsen og sunget af Birgit Brüel.
Hans musik er blevet betragtet som ”fransk” eller i det mindste franskinspireret – hvilket kan oversættes som kultiveret og elegant. Den er skrevet i en klar og elegant tonal/modal stil med rod i neoklassik. 
Fra interview i 1999: 
På spørgsmålet om Jersild anerkender at han er fransk-påvirket svarer han:
"Det er måske nok rigtigt – hele mit udgangspunkt var fransk. Det kan iagttages i selve satsstrukturen. Hvis du hører Trois Pièces en Concert (1945), så er det ikke svært at høre, at det er inspireret af Ravels Le tombeau de Couperin. Men det går alligevel lidt videre harmonisk end hos Ravel. Men jeg synes ikke det blev ved med at være fransk. Jeg synes det er meget mere dansk nu, men det kan godt være jeg tager fejl."
På spørgsmålet om hans holdning til Arnold Schönberg og atonal musik, svarer Jersild:
”… jeg mener det er lidt at sætte tingene på hovedet at begynde med det teoretiske og derefter lave musikken. Musikken skal stråle af sig selv. Og så er det måske sommetider en senere generation givet at kunne uddrage nogle tekniske, teoretiske ideer. Den atonale musik har jeg svært ved at følge, fordi jeg synes at resultaterne ikke tyder på, at det er nogen god fremgangsmåde.”
Da Jersild i 1999 fik Carl Nielsens Mindelegat, udtalte komponisten Karl Aage Rasmussen bl.a. følgende:
”Jørgen Jersilds livsværk er ikke omfattende, og det er måske fordi, hans musik er på jagt efter den særlige enkelhed og ubesværethed, der ikke er hurtige genveje til.”

## Opusliste efter årstal (ikke komplet)
- Duetter for Alt og Tenor Blokfløjter (1931)
- De kørende (skuespil af Oehlenschläger – 1931)
- Capriccio for klaver (1935)
- Ruskantate (1940)
- To strofiske sange (1944)
- Tre sange (1944)
- Trois piéces en concert (klaver – 1945)
- Pastorale for strygeorkester (1945)
- Trois pièces en concert for klaver – Tambourin, Romanesque, Farandole (1945)
- At spille i skoven – Serenade for blæserkvintet (1946)
- Dage på en sky (skuespil af Kjeld Abell – 1947)
- Alice i Eventyrland – musikalsk fortælling for børn (1950)
- Quartetto piccolo for strygekvartet (1950)
- Lunefulde Lucinda – Ballet (1954)
- Duo concertante – 18 små stykker for 3- og 4-hændig klaver (1956/98)
- Tre madrigaler for blandet kor a cappella (1958)
- Musik til filmen Gertrud af Carl Th. Dreyer (1964)
- For din skyld (Melodi Grand Prix-vinder 1965)
- Fantasia e canto affettuoso per flauto, clarinetto, violoncello e arpa (Libro d'arpa, parte seconda) (1967)
- Tre danske kærlighedssange for blandet kor (1968)
- Pezzo elegiaco per arpa sola – Libro d'arpa, parte prima (1968)
- Concerto per arpa e orchestra – (Libro d'arpa, parte terza) (1972)
- Puzzles from Wonderland (Lewis Carroll) (1975)
- 30 polyrytmiske etuder (1975/76)
- Fantasia per arpa sola (Libro d'arpa, parte quarta) (1977)
- Für gefühlvolle Spieler – Impromptuer for to harper (1977/82)
- Pastoral for string orchestra (1977)
- Quartetto per archi (1980)
- 2 impromptus – for to harper (1984)
- Tre romantiske korsange for kor a cappella (1984)
- 15 klaverstykker til Julie (1984/85)
- Fantasia per organo (1985)
- Tre madrigali latini per coro a cappella (1987)
- 10 Impromtus for violin & guitar (1987)
- Fantasia per piano solo (1987/89)
- 21 udvalgte børnerim af Halfdan Rasmussen (1989)
- Kadencer til Mozarts koncert for Fløjte og Harpe (apr. 91)
- Il cantico delle creature (Frans af Assisi/Johannes Jørgensen – 1992)
- Jeu polyrythmique, trois études pour piano (1992)
- Kadencer til Mozarts koncert for fløjte og harpe [KV 299] (1992)
- A stick I found – a puzzle by Lewis Carroll (blandet kor 1995)
- Kirkeklokken – 3 og 4-stemmig sats (Grundtvig – 1995)
- Blokfløjtemusik I – 7 duetter (1997)
- Blokfløjtemusik II – 7 kvartetter (1997)
- To impromptus for piano solo (1997)

## Bøger
- Lærebog i solfége (1950)
- Elementære rytmeøvelser (1957)
- Lærebog i melodilæsning (1959)
- Lærebog i rytmelæsning (1961)
- De funktionelle principper i romantikkens harmonik (1970)
- Videregående rytmestudier – polyrytmik (1975/98)
- Jørgen Jersild: Analytisk harmonilære (1989)
- Skalaer, kadencer og 3-klange – øveskabeloner, fingersætning, pedalbrug mm. samt 5 klaverstykker (1999)

## Hæder og udmærkelser (ikke komplet)
- 1952 Det anckerske Legat
- 1962 Medlem af Den Kungliga Svenska Musikaliska Akademien
- 1995 Årets korkomponist
- 1999 Carl Nielsens Mindelegat